# Mambar Pierrette
Pour plus de détails, voir Fiche technique et Distribution.
Mambar Pierrette est un film belgo-camerounais réalisé par Rosine Mbakam et sorti en janvier 2024.

## Synopsis
Le film raconte le quotidien d'une couturière camerounaise. La ville de Douala y est un point important pour Pierrette.

## Fiche technique
- Titre : Mambar Pierrette
- Réalisation et scénario : Rosine Mbakam
- Photographie : Fiona Braillon
- Son : Loic Villiot et Roger Mboupda
- Montage : Geoffroy Cernaix
- Société de production : Tândor Productions
- Pays de production :  Belgique |  Cameroun
- Durée : 93 minutes
- Dates de sortie :
  - Belgique :
  - France : 21 mai 2023 (Festival de Cannes)[3] ; 31 janvier 2024 (sortie nationale)

## Distribution
- Pierrette Aboheu
- Karelle Kenmogne
- Cécile Tchana

## Sélection
- Festival de Cannes 2023 (Quinzaine des cinéastes)